# The Catwalk
The Catwalk (englisch für Der Laufsteg) ist ein schmaler Gebirgspass im nördlichen Grahamland auf der Antarktischen Halbinsel. Er verbindet das Herbert-Plateau mit dem Detroit-Plateau.
Luftaufnahmen der Falkland Islands and Dependencies Aerial Survey Expedition (FIDASE, 1955–1957) dienten seiner Kartierung. Das UK Antarctic Place-Names Committee nahm 1960 die deskriptive Benennung vor.